# Ophiomyxa duskiensis
Ophiomyxa duskiensis is een slangster uit de familie Ophiomyxidae.
De wetenschappelijke naam van de soort werd in 1947 gepubliceerd door Howard Barraclough Fell.